# Bambusa cacharensis
Bambusa cacharensis är en gräsart som beskrevs av Radha Binod Majumdar. Bambusa cacharensis ingår i släktet Bambusa och familjen gräs.
Artens utbredningsområde är Assam (Indien). Inga underarter finns listade i Catalogue of Life.